# Tecnica narrativa di Giovanni Verga

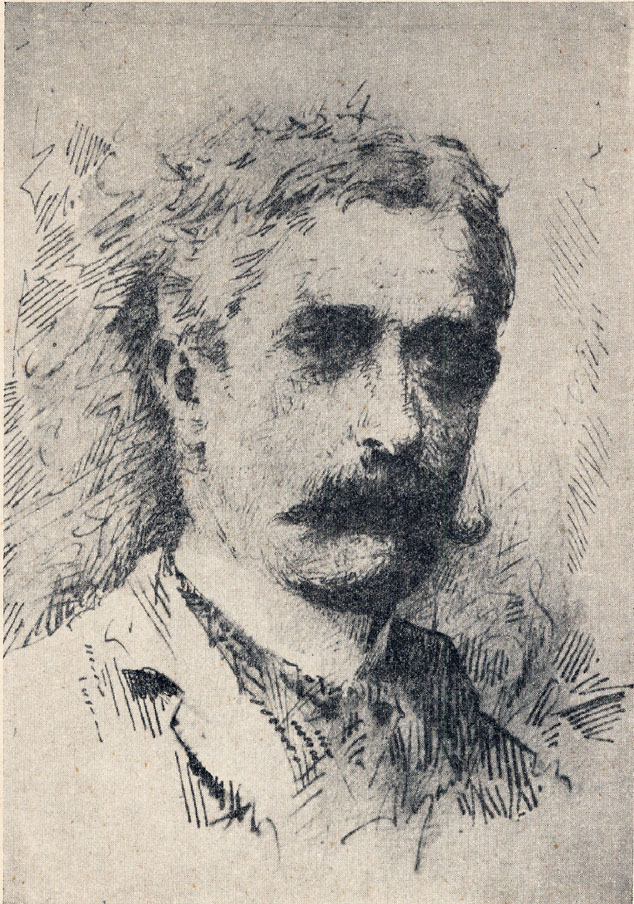
Giovanni Verga - ritratto penna acquarello di Antonino Gandolfo, collezione Francesco Paolo Frontini

La tecnica narrativa utilizzata da Giovanni Verga nelle opere veriste composte dal 1878 in poi, possiede caratteri di originalità innovativi che si distaccano dalla tradizione e anche dalle esperienze contemporanee sia italiane che straniere.
Tra le tecniche narrative utilizzate da Giovanni Verga si ricordano:
- La tecnica dello straniamento
- L'utilizzo del discorso indiretto libero
- La tecnica dell'impersonalità
- La tecnica della premessa o "regressione"

## Premessa
Nelle opere di Giovanni Verga non si avverte direttamente il punto di vista dello scrittore e la voce che racconta è allo stesso livello dei personaggi. Infatti non capita nei romanzi di Verga che a raccontare sia il narratore "onnisciente" tradizionale come nei romanzi di Manzoni, Balzac o Thackeray, che interviene nel racconto a commentare o giudicare i comportamenti dei personaggi, anche se per I Malavoglia si può parlare di narratore onnisciente.
Nelle opere di Verga a raccontare non è un personaggio in particolare ma è il narratore che, mimetizzandosi negli stessi personaggi, pensa e sente come loro e adotta il loro stesso modo di esprimersi. Chi racconta potrebbe essere uno dei personaggi, che però non appare mai direttamente nella vicenda e rimane nell'anonimato.
Un chiaro esempio che inaugura il nuovo modo di narrare di Verga lo troviamo nell'incipit della sua prima novella verista, Rosso Malpelo, pubblicata nel 1878: «Malpelo si chiamava così perché aveva i capelli rossi; ed aveva i capelli rossi perché era un ragazzo malizioso e cattivo, che prometteva di riescire un fior di birbone».
Da queste parole si rivela una visione primitiva e superstiziosa della realtà e tutta la vicenda viene narrata da questo punto di vista, cioè non quello del narratore colto ma da uno qualunque dei vari minatori della cava in cui lavora Malpelo.
Se capita che la voce narrante commenti e giudichi i fatti, non lo fa secondo la visione colta dell'autore, ma secondo la visione semplice e rozza della collettività popolare che, non riuscendo a cogliere le motivazioni psicologiche autentiche delle azioni, le deforma in base ai suoi principi di interpretazione.
Di conseguenza anche il linguaggio non è quello che potrebbe essere dello scrittore, ma è un linguaggio carente, intermezzato da modi di dire, paragoni, proverbi e imprecazioni.
La sintassi è elementare e a volte scorretta e in essa appare la struttura dialettale, anche se il Verga non usa mai direttamente il dialetto, e se deve citare un termine dialettale lo isola per mezzo del corsivo.
Verga afferma di aver cercato, nelle sue opere, di mettere in prima linea, e solo in evidenza, l'uomo, dissimulando ed eclissando per quanto si può lo scrittore.

Egli nelle sue dichiarazioni teoriche sembra dunque propenso verso una tecnica narrativa in cui la psicologia dei personaggi emerga solo dai dialoghi e dalle azioni, ma in realtà non tutti i suoi personaggi sono visti dall'esterno e non sempre si conoscono i pensieri e i sentimenti solamente attraverso i gesti e le parole.

Capita anzi spesso che il punto di vista del racconto coincida con quello di un personaggio, in modo che il lettore, vedendo le cose con i suoi occhi, le interpreti attraverso i suoi giudizi e venga posto al centro della sua psiche.
Se la riproduzione sincera della realtà oggettiva con l'esclusione di ogni intervento giudicante dall'esterno possono condurre all'annullamento di ogni rapporto critico tra l'autore e la materia, Verga riesce, proprio grazie alla sua particolare tecnica narrativa, ad evitare questo rischio. Perché, come scrive Guido Baldi «... la regressione nella realtà rappresentata, lungi dal riprodurre la realtà ad un unico livello del suo manifestarsi, determina tutto un gioco di primi piani e di punti di vista.»

Viene così spesso, nei racconti di Verga, ad opporsi un punto di vista alternativo che è interno alla realtà come nel caso di Rosso Malpelo, dove al mondo della miniera che accetta in modo passivo i meccanismi della lotta per la vita, viene a contrapporsi il punto di vista del protagonista che è illuminato da una sua consapevolezza critica.
Così avviene anche nei Malavoglia, in cui si oppone alla realtà del villaggio, dominata dall'interesse e dall'egoismo, il punto di vista di alcuni protagonisti, che è ispirato ai valori più puri e disinteressati, come la famiglia, l'onore, la generosità.
Ma anche dove è dominante l'ottica della lotta per la vita, come nella novella "La roba", il rapporto critico con la realtà non viene ad annullarsi.
Infatti proprio l'accettazione apparente della logica del protagonista che sembra ignorare ogni senso di umanità e di generosità, viene a creare un forte attrito con il modo giusto di vedere le cose a cui l'autore fa riferimento in modo implicito.
In questo modo, il lettore è costretto a fare un confronto tra il comportamento disumano del personaggio con i principi naturali che regolano ogni convivenza civile e il mondo della lotta per la vita appare così in tutta la sua crudeltà in modo più chiaro che se l'autore intervenisse a commentare e a giudicare.
In tutti questi casi il Verga, pur restando fedele al principio della impersonalità, non accetta, grazie alla tecnica dello straniamento, il lato negativo della realtà in modo acritico, ma fa scaturire dalle cose stesse il giudizio.

## Tecnica dello straniamento
La tecnica dello straniamento «consiste nell'adottare, per narrare un fatto e descrivere una persona, un punto di vista completamente estraneo all'oggetto». Questo procedimento narrativo lo troviamo utilizzato, tra l'altro, nelle opere veriste di Giovanni Verga.
La definizione di straniamento venne data dai formalisti russi degli anni venti che adottano, per narrare un fatto e descrivere una persona, un punto di vista completamente diverso. Un esempio è il racconto di Tolstoj, "Cholstomér", un bellissimo cavallo, costretto a fare la bestia da soma, che è perplesso sull'uso che gli uomini fanno del linguaggio e soprattutto delle parole mio, mia, miei, giungendo alla conclusione che i cavalli sono ,ovviamente, superiori agli uomini per la loro capacità di riflettere sui fatti e non sulle parole. «Continuai a pensarci su e solamente assai più tardi, in seguito a molti e diversi rapporti con gli uomini capii finalmente il significato che a queste oscure parole attribuiscono gli uomini. Il loro significato eccolo: nella loro vita gli uomini si lasciano guidare non dai fatti ma dalle parole. Tali parole, considerate da loro molto importanti, sono 'mio, mia, miei' che essi usano riferendosi alle cose più disparate. Chi può, per effetto di questo gioco combinato tra di loro, dire la parola 'mio' in relazione al maggior numero di cose, è considerato il più felice di tutti».
Come risultato si ottiene quello di far apparire insolite e incomprensibili cose normali, o viceversa, solo perché presentate attraverso un punto di vista estraneo.

### Tecnica dello straniamento neI Malavoglia
Molti esempi di straniamento si trovano nel romanzo I Malavoglia dove tutto quello che provano i protagonisti di vero e disinteressato viene visto dal punto di vista della gente del paese che, non avendo gli stessi valori, è portata a dare giudizi solamente in base all'interesse economico e al diritto di chi è più forte facendo così apparire "strano" ciò che, secondo la scala dei valori universalmente accettata, è "normale".
Così, ad esempio, l'onestà di padron 'Ntoni, che pur di non mancare di parola riguardo al debito dei lupini, lascia che la sua casa venga pignorata, si trasforma, dal punto di vista di padron Cipolla, che avrebbe preso per nuora Mena Malavoglia solamente se come dote avesse portato delle proprietà, una vera truffa a suo danno: «D'allora in poi i Malavoglia non osarono mostrarsi per le strade né in chiesa la domenica, e andavano sino ad Aci Castello per la messa, e nessuno li salutava più, nemmeno padron Cipolla, il quale andava dicendo: - Questa partaccia a me non la doveva fare padron 'Ntoni. Questo si chiama gabbare il prossimo, se ci aveva fatto mettere la mano di sua nuora nel debito dei lupini! - Tale e quale come dice mia moglie! - aggiungeva mastro Zuppiddu. - Dice che dei Malavoglia adesso non ne vogliono nemmeno i cani». O come quando per lo stesso motivo padron 'Ntoni viene giudicato «minchione» dall'avvocato Scipioni («... ma questi gli rideva sul naso, e gli diceva che "chi è minchione se ne sta a casa"») e dalla collettività perché non era stato capace di fare i suoi affari, così la purezza dei sentimenti tra Alfio e Mena viene vista dalla mentalità di zio Crocifisso in "rabbia" di maritarsi.
Verga vuole pertanto dimostrare, con questo effetto di "straniamento", come sia impossibile praticare valori puri e disinteressati in un mondo regolato dalla legge della lotta per la vita e mettere in evidenza il prevalere dei principi dell'interesse e della forza, a cui non è possibile contrapporre nessuna alternativa.
Questo tipo di straniamento compare quando sono in scena personaggi puri e onesti come i Malavoglia, ma quando si presentano i personaggi del villaggio gretti e meschini, si assiste ad una forma di straniamento che si può definire "rovesciata", dove ciò che è "strano" appare "normale" dal momento che il punto di vista di chi racconta è perfettamente in armonia con quello dei personaggi.

### Tecnica dello straniamento inLa Roba
Nella novella La roba, ad esempio, il "narratore" non dimostra mai riprovazione nei confronti di Mazzarò e dei metodi da lui usati per arricchire, anzi il comportamento di Mazzarò non solo appare "normale", ma degno di lode.
Questo secondo tipo di straniamento genera un forte contrasto tra la deformazione che viene operata e il modo "giusto" di vedere le cose che è assente dalla narrazione, ma che è introdotto con immediatezza da chi legge.

Pertanto esso ha la funzione di mettere in evidenza come sia cruda la realtà della lotta per la vita, senza introdurre dall'esterno nessun giudizio, dal momento che il giudizio scaturisce dalle cose stesse.

### Pessimismo e straniamento nella novellaRosso Malpelo
La tecnica dello straniamento, che assicura l'impersonalità dell'autore, è necessaria soprattutto per veicolare il pessimismo che muove la scelta dei contenuti verghiani.
Il pessimismo e lo straniamento si possono ampiamente osservare nella novella Rosso Malpelo che può considerarsi «il primo testo della nuova maniera verghiana ad essere pubblicato»:
(Rosso Malpelo, 1897, incipit, p. 221)
L'inizio evidenzia subito la rivoluzionaria novità dell'impostazione narrativa verghiana: affermare che Malpelo ha i capelli rossi perché è un ragazzo malizioso e cattivo è una chiara deformazione logica, che palesa un pregiudizio popolare: la voce narrante non è identificabile con l'autore reale, non è portavoce della sua visione del mondo; il narratore riflette, invece, la mentalità dei personaggi che si muovono all'interno della storia, il loro mondo di valori e necessità, (come accade nella "Lupa") anche se non coincide con un ben identificato personaggio.
L'autore si è "eclissato", si è messo nella pelle dei suoi personaggi, vede le cose con i loro occhi e le esprime con le loro parole.

Nell'apertura del racconto si procede subito con la "regressione" con la quale si attua il basilare principio dell'impersonalità.
Il narratore, non essendo onnisciente, ma portavoce di un ambiente popolare primitivo e rozzo, non è depositario della verità, com'era proprio dei narratori tradizionali dell'Ottocento come Manzoni, Balzac ed altri.
Ciò che si dice di Malpelo non è attendibile: il narratore non capisce l'agire del protagonista e quindi interpreta le azioni deformandole con il suo punto di vista, ad esempio è narrata in modo distorto la reazione che ha Rosso quando il padre muore nell'incidente della cava di rena rossa:
(Rosso Malpelo, 1897, p. 231)
È facile intuire che il comportamento del ragazzo è dovuto alla speranza di poter salvare il padre, ma il narratore non comprende i suoi sentimenti, e attribuisce il suo agire al pregiudizio che Malpelo è strano e cattivo, tanto da pensare che un «diavolo gli sussurrasse qualcosa negli orecchi».
Il carattere di Rosso Malpelo viene sempre visto in modo distorto, quando viene rinvenuto il cadavere del padre si scopre che il pover'uomo aveva scavato nel senso opposto a quello dove scavava il figlio, ma nessuno disse niente al ragazzo non certo per pietà ma perché temevano che Rosso potesse pensare a chissà quale vendetta generalizzata.
Ed ancora quando Malpelo si attacca alle reliquie del padre e dimostra così l'attaccamento filiale che egli nutriva, il suo comportamento è considerato incomprensibile dal coro che gli sta intorno:
(Rosso Malpelo, 1897, p. 244-247)
Quando Rosso comincia a volere bene a Ranocchio, lo protegge, gli vuole insegnare le leggi crudeli che regolano la vita, sgridandolo e picchiandolo ma sa togliersi il pane di bocca per darlo all'amico. Eppure il narratore interpreta questo atteggiamento come un ulteriore esempio della malvagità di Malpelo che può in tal modo prendersi il diritto di tiranneggiare il povero storpio. La figura del protagonista è così sistematicamente stravolta a causa del pessimismo di Verga.
Egli sceglie il punto di vista dei lavoranti della cava per descrivere un mondo brutale in cui non c'è alcuno spazio per i sentimenti più disinteressati. In questo mondo i pregiudizi hanno la meglio, quindi uno con i capelli rossi deve essere cattivo per forza e quando fa qualcosa che dovrebbe apparire sano e buono le sue azioni vengono stravolte ed incomprese.

Anche la famiglia di Malpelo si disinteressa di lui; quando la sorella si sposa, la madre va via con lei e lascia il ragazzo da solo senza alcun rammarico dando per scontato che un Malpelo non possa avere sentimenti di nessun genere.
Nella seconda parte del racconto emerge la visione del protagonista, il punto di vista impercettibilmente cambia ed ecco che affiora la visione cupa e pessimistica di Rosso. Il ragazzo ha compreso la legge che regola la vita, la lotta per l'esistenza, quella sociale e quella naturale, comprende che sopravvive il più forte e che il debole rimane schiacciato. Questa consapevolezza lo ha indurito, egli non tenta rivolte di nessun genere perché sa che quella realtà è immodificabile e vi si rassegna in modo disperato. Egli ha saputo dunque interpretare la realtà ed è orgoglioso di aver capito ed agisce in modo consapevole, non come gli altri che vivono inconsapevolmente la realtà in cui sono costretti dal fato.
In Rosso Malpelo si proietta dunque tutto il pessimismo dell'autore e la sua visione lucida ma disperatamente rassegnata di tutta la realtà negativa sociale e naturale.
Verga così dà voce ad un mondo popolare aspro ed a tratti disumano o meglio: il mondo popolare di Verga è fuori dal mito della povera ma buona gente custode di valori genuini, antichi e sovrani.

Non c'è alcuna visione nostalgica del mondo popolare, nel mondo contadino vigono le stesse leggi crudeli che regolano la vita degli strati più ricchi ed evoluti. Nessuna illusione pertanto di trovare lontano dalle luci e dal caos cittadino un genuino e bucolico mondo contadino dove rifugiarsi e dove trovare brava e buona gente.

## Il discorso indiretto libero in Giovanni Verga
Il discorso indiretto libero è un "ibrido" fra discorso diretto e discorso indiretto.

### Il discorso indiretto libero in Mastro-don Gesualdo
Nel monologo interiore in Mastro-don Gesualdo, dove Gesualdo rievoca la sua storia, vi è un esempio molto rappresentativo di discorso indiretto libero: «Egli invece non aveva sonno. Si sentiva allargare il cuore. Gli venivano tanti ricordi piacevoli. Ne aveva portate delle pietre sulle spalle, prima di fabbricare quel magazzino! E ne aveva passati dei giorni senza pane, prima di possedere tutta quella roba!».
In questa parte del testo, fino a «gli venivano tanti ricordi piacevoli», il discorso è del narratore che descrive, rimanendo all'esterno, lo stato d'animo di Gesualdo, mentre subito dopo inizia, pronunciato mentalmente, il discorso del personaggio con un passaggio che non si avverte e che è talmente vicino al discorso diretto da conservarne tutte le sfumature e i modi di dire caratteristici del personaggio.

### Il discorso indiretto libero in I Malavoglia
Ne I Malavoglia il discorso indiretto libero riferisce non solo i discorsi di singoli personaggi ma anche parole di un imprecisato parlante, che coincide con la collettività del paese, con gli occhi del quale sono visti i fatti.
Nel III capitolo si legge: «Dopo la mezzanotte il vento s'era messo a fare il diavolo, come se sul tetto ci fossero tutti i gatti del paese (... ). Il mare si udiva muggire attorno ai faraglioni, che pareva ci fossero riuniti i buoi della fiera di sant'Alfio... », dove è evidente che il discorso non fa altro che riprodurre il tipico modo di esprimersi dei pescatori di Aci Trezza e che non è un solo personaggio che parla.
Le parole riportate sono infatti quelle della collettività e non di un preciso personaggio, per cui la "voce" che racconta non è quella dell'autore esterno ai fatti con la sua cultura e il suo linguaggio, ma una voce popolare interna al mondo rappresentato, in cui l'autore scompare.
Mentre nei Malavoglia è difficile certe volte stabilire se il discorso appartiene al narratore o ad un personaggio, questo non avviene nel discorso indiretto libero "ortodosso" dove risulta evidente che viene riportato un discorso preciso, pronunciato o pensato da un particolare personaggio, riuscendo così a distinguere dove questo ha inizio e dove termina il discorso del narratore.
Nei Malavoglia pertanto la confusione tra narratore e personaggi serve a far risaltare che il narratore è all'interno del mondo rappresentato rendendo così maggiormente evidente che quella realtà "si racconti da sé".
Il discorso indiretto libero è uno strumento narrativo diffusissimo nell'area del romanzo otto-novecentesco e viene pertanto a costituire una struttura alternativa rispetto al discorso diretto o indiretto, che ha lo scopo di rendere più vivace lo stile.

## Tecnica dell'impersonalità
- Nell'ambito delle poetiche del vero la posizione di Verga è quella della necessità di usare la tecnica dell'impersonalità, lasciare cioè che sia "il fatto nudo e schietto" e non le valutazioni dell'autore, il centro della narrazione, come egli stesso scrive nella premessa alla novella L'amante di Gramigna.

Sarà proprio su questa impostazione che lo scrittore siciliano imposterà la parte più alta della sua produzione novellistica.
Lo scrittore, per dare energia e spessore alla sua ideologia, ritiene confacente la tecnica verista dell'impersonalità dell'autore. Se l'autore, dall'alto della sua visione onnisciente, fosse lì a sentenziare, a giudicare, a portare il lettore alla riflessione ora su un argomento, ora su un personaggio; a guidare il lettore nel valutare positivo o negativo qualcuno o qualcosa, egli sarebbe un giudice, applicherebbe le sue regole morali, politiche o religiose.
Giovanni Verga non vuole giudicare; considera lo scrittore uno strumento tecnico che documenta e non interviene nel documento che trasmette; non crede che la letteratura possa contribuire a modificare la realtà, quindi deve trarsi fuori dal campo e studiare senza passione i personaggi e gli eventi. Il lettore, dal canto suo, deve sentire, percepire con evidenza il parlare dei soggetti che sono rappresentati e deve vedere i comportamenti.
Come la pensasse il Verga riguardo al metodo dell'impersonalità è chiaro nella lettera che lo scrittore inserisce come dedicatoria a Salvatore Farina, quasi una prefazione alla novella "l'amante di Gramigna", dove vengono messi a fuoco i principi fondamentali della poetica verghiana e nelle lettere a Luigi Capuana e a Felice Cameroni.

Questi ultimi due documenti furono scritti successivamente all'uscita del romanzo I Malavoglia.
Nella lettera a Salvatore Farina (il quale era contrario alle idee veriste) Verga è estremamente preciso quando afferma che:
«... il racconto è un documento umano... Io te lo ripeterò così come l'ho raccolto pei viottoli dei campi, press'a poco con le medesime parole semplici e pittoresche della narrazione popolare... senza stare a cercarlo fra le linee del libro, attraverso la lente dello scrittore... La mano dell'artista rimarrà assolutamente invisibile e l'opera d'arte sembrerà essersi fatta da sé.»
Verga parla della lente dello scrittore ed è palese il riferimento al metodo che vuole adottare lo scrittore come "narratore onnisciente"; ma Verga rifiuta l'onniscienza; anzi adotterà nella sua opera verista più compiuta, qual è la novella Rosso Malpelo, la tecnica più pura dello "straniamento".
Nella lettera a Felice Cameroni, che aveva recensito il romanzo, del 27 febbraio 1881 l'autore siciliano si premura di ringraziarlo per il giudizio scritto su il "Sole" riguardo ai Malavoglia perché gli aveva fatto un gran piacere. Aggiunge poi che anche lui sapeva bene che il suo lavoro non avrebbe avuto «successo di lettura» ma che comunque doveva provare a rappresentare la realtà anche se era d'accordo con l'amico che in Italia, a questo proposito, c'era ancora molto da fare. «Io mi son messo in pieno, e fin dal principio, in mezzo ai miei personaggi e ci ho condotto il lettore come ei li avesse conosciuti diggià, e più vissuto con loro e in quell'ambiente sempre. Parmi questo il modo migliore per darci completa l'illusione della realtà; ecco perché ho evitato studiatamente quella specie di profilo che tu mi suggerivi pei personaggi principali».
Nella lettera a Capuana del 25 febbraio 1881 egli però esprime dubbi sulla validità dell'opera pienamente consapevole di andare contro corrente e di rischiare, ma sa anche che ormai non avrebbe potuto impostare un romanzo tradizionale con presentazioni canoniche senza rinunciare al suo principio verista: «Avevo un bel dirmi che quella semplicità di linee, quell'uniformità di toni, quella certa fusione dell'insieme che doveva servirmi a dare nel risultato l'effetto più vigoroso che potessi, quella tal cura di smussare gli angoli, di dissimulare quasi il dramma sotto gli avvenimenti più umani, erano tutte cose che avevo volute e cercate apposta e non erano certo fatte per destare l'interesse ad ogni pagina del racconto, ma l'interesse doveva risultare dall'insieme, a libro chiuso, quando tutti quei personaggi si fossero affermati sì schiettamente da riapparirvi come persone conosciute, ciascuno nella sua azione. Che la confusione che dovevano produrvi in mente alle prime pagine tutti quei personaggi messivi faccia a faccia senza nessuna presentazione, come se li aveste conosciuti sempre, e foste nato e vissuto in mezzo a loro, doveva scomparire mano a mano col progredire nella lettura, a misura che essi vi tornavano davanti, e vi si affermavano con nuove azioni ma senza messa in scena, semplicemente, naturalmente, era artificio voluto e cercato anch'esso, per evitare, perdonami il bisticcio, ogni artificio letterario, per darvi l'illusione completa della realtà. Tutte buone ragioni, o scuse di chi non si sente sicuro del fatto suo; e sai che l'inferno è lastricato di buone intenzioni. Capirai dunque com'ero inquieto non solo sul valore che avrebbe accordato il pubblico a queste intenzioni artistiche, giacché le intenzioni non valgono nulla, ma sul risultato che avrei saputo cavarne nell'ottenere dal lettore l'impressione che volevo».
L'amico Capuana lo rassicura pubblicamente con la sua recensione e tra le altre cose dice:
«... I Malavoglia si rannodano agli ultimissimi anelli di questa catena dell'arte. L'evoluzione del Verga è completa. Egli è uscito dalla vaporosità della sua prima maniera e si è afferrato alla realtà, solidamente. Questi Malavoglia e la sua Vita dei campi saranno un terribile e salutare corrosivo della nostra bislacca letteratura... Finora nemmeno Zola ha toccato una cima così alta in quell'impersonalità che è l'ideale dell'opera d'arte moderna».
Ancora, in una lettera del 12 maggio 1881 inviata a Francesco Torraca per ringraziarlo dell'articolo scritto sui "Malavoglia", il Verga scrive: ... «Sì, il mio ideale artistico è che l'autore s'immedesimi talmente nell'opera d'arte da scomparire in essa».

### La narrazione corale
Nel romanzo I Malavoglia Verga non privilegia un punto di vista, non assume la prospettiva di questo o quel personaggio, imposta una narrazione corale. Tutti i punti di vista hanno pari dignità, avviene una narrazione che a volte può apparire quasi simultanea, come se lo scrittore anticipasse i tempi di dieci o venti anni. Vi sono scene in cui i pensieri e le parole dei personaggi sono colte come da un caleidoscopio.
Ad esempio, nel secondo capitolo de I Malavoglia, significativa è la chiacchierata serotina sul ballatoio tra le donne:
«... La Longa, com'era tornata a casa, aveva acceso il lume, e s'era messa coll'arcolaio sul ballatoio, a riempire certi cannelli che le servivano per l'ordito della settimana. Comare Mena non si vede, ma si sente, e sta al telaio notte e giorno, come Sant'Agata, dicevano le vicine. - Le ragazze devono avvezzarsi a quel modo, rispondeva Maruzza, invece di stare alla finestra: «A donna alla finestra non far festa». - Certune però collo stare alla finestra un marito se lo pescano, fra tanti che passano; osservò la cugina Anna dall'uscio dirimpetto. La cugina Anna aveva ragione da vendere; perché quel bietolone di suo figlio Rocco si era lasciato irretire dentro le gonnelle della Mangiacarrubbe, una di quelle che stanno alla finestra colla faccia tosta. Comare Grazia Piedipapera, sentendo che nella strada c'era conversazione, si affacciò anch'essa sull'uscio, col grembiule gonfio delle fave che stava sgusciando, e se la pigliava coi topi che le avevano bucherellato il sacco come un colabrodo, e pareva che l'avessero fatto apposta, come se ci avessero il giudizio dei cristiani; così il discorso si fece generale, perché alla Maruzza gliene avevano fatto tanto del danno, quelle bestie scomunicate! La cugina Anna ne aveva la casa piena, da che gli era morto il gatto, una bestia che valeva tant'oro, ed era morto di una pedata di compare Tino. - I gatti grigi sono i migliori, per acchiappare i topi, e andrebbero a scovarli in una cruna di ago ...».
L'impersonalità dello scrittore si attua - in buona sostanza - in modo ancora più preciso con l'uso attento ed adeguato del linguaggio.

### Il linguaggio
I personaggi si esprimono senza il filtro del narratore colto, onnisciente. Nella narrazione delle opere di Verga è presente un linguaggio povero, semplice, spoglio, intervallato da modi di dire, di imprecazioni popolari, spesso ripetute; è presente una sintassi elementare racchiusa in una struttura dialettale.
Verga non usa il dialetto in modo diretto, i tempi non lo consentivano ancora, ogni tanto usa il corsivo ed il virgolettato per inserire un termine o un proverbio in dialetto, come nella novella La lupa: «In quell'ora fra vespero e nona, in cui non ne va in volta femmina buona la gnà Pina era la sola anima viva che si vedesse errare per la campagna, sui sassi infuocati delle viottole, fra le stoppie riarse dei campi immensi.». Più diretto è il linguaggio in Cavalleria rusticana, quando si parla di gnà Lola: «- La volpe quando all'uva non ci poté arrivare... - Disse: come sei bella racinedda mia! e ancora quando Turiddu dice a Lola che sta per sposare il carrettiere "Ora addio, gnà Lola, facemmo cuntu ca chioppi e scampau, e la nostra amicizia finiu».

## Il metodo naturalistico
L'autore verista cerca di scoprire le leggi che regolano la società umana, muovendo dalle forme sociali più basse verso quelle più alte, come fa lo scienziato in laboratorio quando cerca di scoprire le leggi fisiche che stanno dietro ad un fenomeno.
In questo Verga fa pienamente proprio il metodo naturalistico: pone cioè attenzione alla realtà nella dimensione del quotidiano prediligendo una narrazione realistica e scientifica degli ambienti e dei soggetti della narrazione.

Sotto questo aspetto, in altre parole, non racconta le emozioni, ma fa percepire i sentimenti che i personaggi - con il loro fare e il loro dire - provano. Rappresenta, con l'uso geniale di un narratore intradiegetico, il modo di pensare di una categoria sociale, di un vicinato, insomma di un gruppo che ha valori comuni, convinzioni radicate e indiscutibili.
In tal modo il lettore sente letteralmente la gente, vede e percepisce un determinato personaggio o un particolare evento.